# Nick Begich III
Nicholas Begich III, né le 21 octobre 1977 à Anchorage, est un homme d'affaires et homme politique américain, membre du Parti républicain. Depuis 2025, il est le représentant de l'Alaska à la Chambre des représentants des États-Unis.

## Biographie
Begich est le petit-fils de Nick Begich, ancien membre démocrate de la Chambre des représentants, et le neveu de Mark Begich, ancien sénateur démocrate.
En 2016, il est candidat au conseil municipal de la ville d'Anchorage, mais est battu par la conseillère républicaine sortante Amy Demboski.
En octobre 2021, il annonce sa candidature aux élections de 2022 contre le sortant républicain Don Young, membre du Congrès depuis 1973 après qu'il a succédé à Nick Begich. En mars 2022, Don Young décède, provoquant la tenue d'une élection spéciale pour compléter la fin de son mandat le 16 août 2022,. Alors candidat à l'élection spéciale d'août et à l'élection régulière de novembre, il termine à chaque fois en troisième position derrière la républicaine Sarah Palin et la démocrate Mary Peltola, victorieuse des deux scrutins,.
En juillet 2023, il annonce une nouvelle candidature pour la Chambre des représentants lors des élections de 2024. Il est largement distancé dans la primaire trans-partisane du 20 août 2024 par la démocrate sortante Mary Peltola, mais termine devant la lieutenant-gouverneur républicaine de l'Alaska Nancy Dahlstrom, soutenue par Donald Trump. Bien que qualifiée pour l'élection générale, Dahlstrom renonce à sa candidature quelques jours après les primaires et Begich reçoit alors le soutien de Trump,. Il remporte l'élection générale du 5 novembre contre Peltola. Il prend ses fonctions le 3 janvier 2025.